# Borophaga verticalis
Borophaga verticalis är en tvåvingeart som beskrevs av Borgmeier 1962. Borophaga verticalis ingår i släktet Borophaga och familjen puckelflugor. Inga underarter finns listade i Catalogue of Life.